# Oskar Davičo
Œuvres principales
- Le Béton et les Vers luisants (1955)
- Faims (1963)
- Secrets  (1964)
- Lire la langue (1972)

Compléments
- A combattu au côté des Partisans yougoslaves de Tito
- Membre du comité central de la Ligue des communistes de Yougoslavie
- Membre de l'Ordre du Héros du travail socialiste

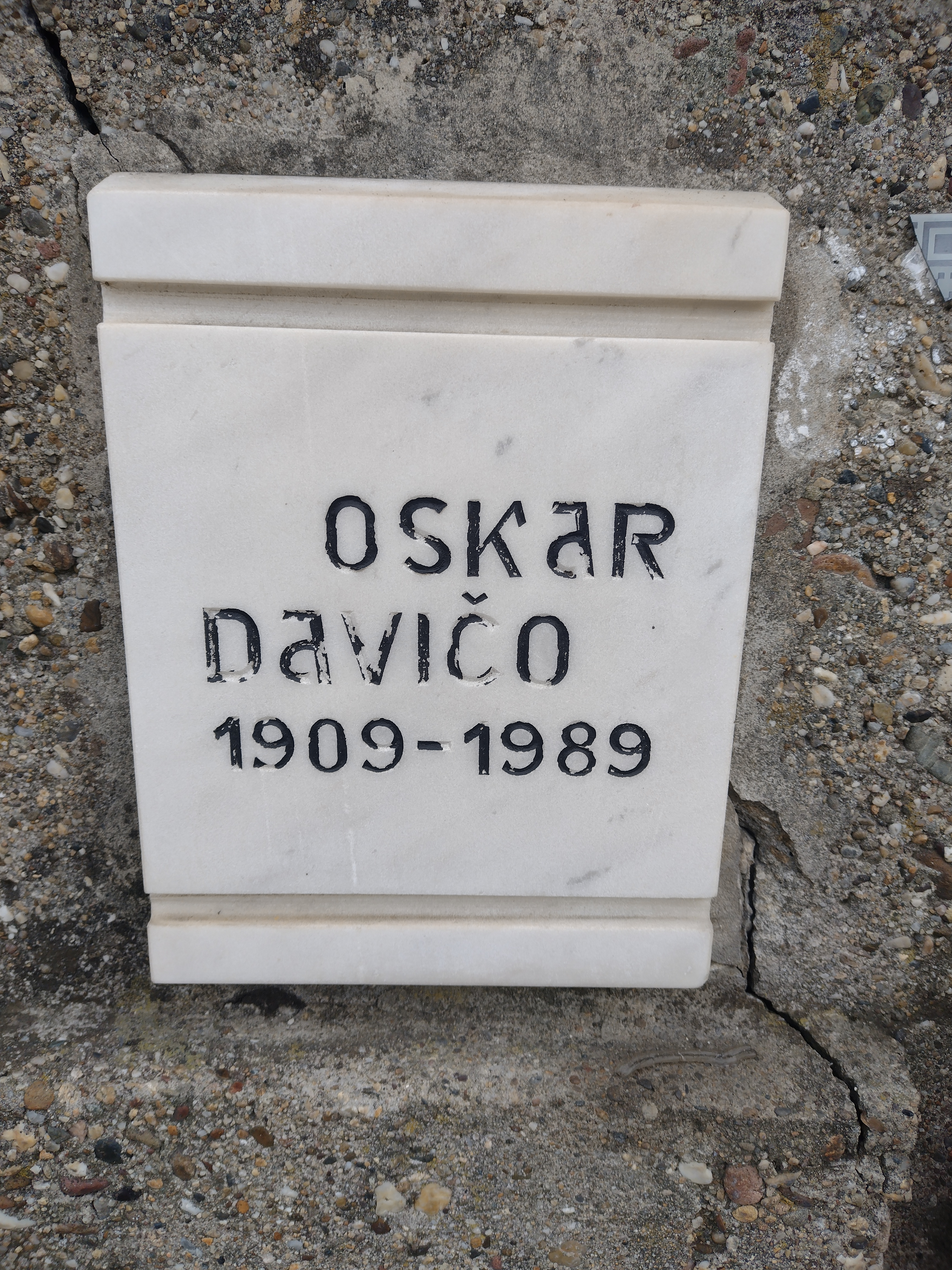
Sépulture dans l'allée des citoyens méritants du nouveau cimetière de Belgrade.

Oskar Davičo (en serbe cyrillique : Оскар Давичо ; né le 18 janvier 1909 à Šabac et mort le 30 septembre 1989 à Belgrade) est un romancier et poète yougoslave et serbe d'origine juive. Il est considéré comme l'un des plus importants écrivains surréalistes du pays. Parallèlement à son écriture, il a également été un activiste révolutionnaire.

## Biographie
Entre 1932 et 1937, Oskar Davičo a été emprisonné pour propagande communiste, puis il a été interné dans un camp au début de la Seconde Guerre mondiale. À partir de 1943, il a participé à la guerre aux côtés des Partisans communistes de Tito. En 1947, il suit comme journaliste la lutte des partisans du général Márkos Vafiádis.  Il a décrit cette expérience dans son livre Među Markosovim partizanima (Parmi les Partisans de Markos, 1947). Un film sur le même sujet a été tourné d'après le scénario qu'Oskar Davičo a rédigé d'après son propre livre, mais a été censuré en raison de la politique yougoslave actuelle de l'époque vis-à-vis général Márkos Vafiádis et son mouvement.

## Jugements
Oskar Davičo est surtout connu pour ses romans, parmi lesquels on peut citer Pesma (Poème, 1952) et Radni naslov beskraja (Le Titre provisoire de l'infini, 1958). Dans ces ouvrages, il a abordé les problèmes de la Yougoslavie d'après-guerre, avec une technique d'écriture rappelant celle de James Joyce : dilatation des dimensions spatiales et temporelles, multiplication et juxtaposition des points de vue, libre jeu des associations.
L'historien de la littérature Jovan Deretić dit d'Oskar Davičo que, par son talent, sa création et l'ampleur de son influence, il a surpassé tous les autres écrivains surréalistes de Serbie.

## Récompenses
Au cours de sa carrière, Oskar Davičo a remporté de très nombreux prix et récompenses, parmi lesquels on peut citer le Prix de l'Union des écrivains pour son roman Pesma (1952), le Prix d'octobre de la Ville de Belgrade pour son roman Radni naslov beskraja (1958). Il a par trois fois été le lauréat du prix NIN, en 1956 pour son roman Beton i svici (le Béton et les Vers luisants), en 1963 pour son roman Gladi (Faims) et en 1964 pour son roman Tajne (Secrets).
Il a également été honoré par le Prix Zmaj que lui a attribué la Matica srpska de Novi Sad en 1959 pour l'ensemble de son œuvre poétique.

## Œuvres
Poésies
- Tragovi, 1928.
- Četiri strane sveta i tako dalje, 1930.
- Anatomija, 1930.
- Pesme (Detinjstvo, Mladost, Brodolom, Ljubav, Nemir), 1938.
- Zrenjanin, 1949.
- Višnja za zidom, 1950.
- Hana, 1951.
- Čovekov čovek, 1953.
- Nastanjene oči, 1954.
- Flora, 1955.
- Kairos, 1959.
- Tropi, 1959.
- Snimci, 1963.
- Trg Em, 1968.
- Pročitani jezik, 1972.
- Strip stop (avec Predrag Nešković), 1973.
- Telo telu, 1975.
- Veverice-leptiri ili nadopis obojenog žbunja, 1976.
- Reči na delu, 1977.
- Misterija dana, 1979.
- Trema smrti, 1982.
- Gladni stoliv, 1983.
- Đačka sveska sećanja, 1985.
- Mali oglasi smrti, 1986.
- Dvojezična noć, 1987.
- Mitološki zverinjak smrti, 1987.
- Svetlaci neslični sebi, 1987.
- Pesmice : a diftong se obesio, 1988.
- Ridaji nad sudbinom u magli, 1988.
- Prva ruka (posthume), 1999.
- Detinjstvo i druge pesme (posthume), 2006.
- Krov oluje (posthume), 2008.

Romans
- Pesma, 1952.
- Beton i svici, 1955.
- Radni naslov beskraja, 1958.
- Generalbas, 1962.
- Ćutnje, 1963.
- Gladi, 1963.
- Tajne, 1964.
- Bekstva, 1966.
- Zavičaji, 1971.
- Gospodar zaborava, 1980.

Mémoires
- Po zanimanju samoubica, 1988.

Essais et textes de critique littéraire
- Položaj nadrealizma u društvenom procesu, 1932.
- Poezija i otpori, 1952.
- Pre podne, 1960.
- Notes, 1969.
- Pristojnosti, 1969.
- Novine nevino, 1969.
- Poezija, otpori i neotpori, 1969.
- Rituali umiranja jezika, 1971.
- Pod-tekst, 1979.
- Pod-sećanja, 1981.

Récits de voyages
- Među Markosovim partizanima, 1947.
- Crno na belo, 1962.

Textes polémiques
- Procesi, 1983.
- Polemika i dalje, 1986.

Théâtre
- Ljubav u četiri usne, 1956.
- Mesije Mesijah oh, 1986.

Scénarios de films
- Majka Katina, 1947.
- Do pobede, 1948.
- Dečak Mita, 1950.
- Poslednji dan, 1951.